# Le Sillage de la mort
Pour plus de détails, voir Fiche technique et Distribution.
Le Sillage de la mort (Torpedo Alley) est un film américain réalisé par Lew Landers en 1953.

## Synopsis
Pilote dans l'armée pendant la Seconde Guerre mondiale, le lieutenant Bob Bingham est abattu en mer et secouru par un sous-marin. Libéré de ses obligations militaires, il ne se fait pas à la vie civile et fait le choix de se ré-engager. Il embarque sur un sous-marin sous les ordres du Commandant Heywood. Il se lie d'amitié avec le lieutenant Gates, un des sous-mariniers qui lui a sauvé la vie. Bingham rencontre l'infirmière Susan Peabody, fille d'un officier et petite amie du lieutenant Gates.

## Fiche technique
- Titre : Le Sillage de la mort
- Titre original : Torpedo Alley
- Réalisation : Lew Landers
- Scénario : Warren Douglas, Samuel Roeca
- Direction artistique : Dave Milton
- Photographie : William A. Sickner
- Musique : Edward J. Kay
- Production : Lindsley Parsons
- Société de production : Lindsley Parsons Picture Corporation
- Société de distribution : Allied Artists Pictures
- Pays de production :  États-Unis
- Format : noir et blanc - 35 mm - 1,37:1 - Son : mono
- Genre : Drame
- Durée : 84 minutes
- Dates de sortie : 
  - États-Unis : 19 décembre 1952
  - France : 18 septembre 1953
- Affiche : Henri Cerutti (France)

## Distribution
- Mark Stevens : Lieutenant Bingham
- Dorothy Malone : Lieutenant Susan Peabody
- Charles Winninger : Oliver J. Peabody
- Bill Williams : Lieutenant Tom Graham
- Douglas Kennedy : Lieutenant Dore Gates
- James Millican : Commandant Heywood
- William Henry : instructeur
- James Seay : skipper
- John Alvin : un professeur
- Carleton Young : psychiatre
- Ralph Sanford : Charles Hedley
- Charles Bronson : un sous-marinier (non crédité)
- Jean Willes : Peggy Moran (non créditée)

## Article annexe
- Sous-marins au cinéma et à la télévision